# Taiwan Crime Stories
Taiwan Crime Stories (chinesischer Originaltitel: 台灣犯罪故事) ist eine taiwanesische Anthologieserie, die von CalFilms Asia, Imagine Entertainment und Sixty Percent Productions für die Walt Disney Company umgesetzt wurde. In Taiwan fand die Premiere der Serie am 4. Januar 2023 als Original durch Disney+ via Star statt. Im deutschsprachigen Raum erfolgte die Erstveröffentlichung der Serie am selben Tag durch Disney+ via Star.

## Aufbau der Serie
Basierend auf wahren Begebenheiten, die sich in Taiwan zugetragen haben, erzählt die Serie Taiwan Crime Stories von vier Kriminalfällen, die sich über jeweils drei Folgen erstrecken.

## Besetzung

### Fall 1
| Rolle         | Schauspieler    |
| ------------- | --------------- |
| Yu Chen-lang  | Rhydian Vaughan |
| Chiu Wen-qing | Allison Lin     |

### Fall 2
| Rolle           | Schauspieler  |
| --------------- | ------------- |
| Lee Bo-sheng    | Wang Po-chieh |
| Shen Chang-rong | Frederick Lee |

### Fall 3
| Rolle                         | Schauspieler |
| ----------------------------- | ------------ |
| Wang Ying-min                 | Chen Yi-wen  |
| Wang Yu-xuan / Wang Zhong-hui | Vivian Sung  |

### Fall 4
| Rolle             | Schauspieler   |
| ----------------- | -------------- |
| Cheung Ming-jie   | Fu Meng-po     |
| Kao Yan-zhen      | Patty Lee      |
| Cheung Ming-shing | Kent Tsai      |
| Jiang Zhong-ping  | Kao Ying-hsuan |

## Episodenliste
| Nr. | Deutscher Titel              | Originaltitel | Erstveröffentlichung (Taiwan) | Deutschsprachige Erstveröffentlichung (D/A/CH) | Regie          | Drehbuch       |
| --- | ---------------------------- | ------------- | ----------------------------- | ---------------------------------------------- | -------------- | -------------- |
| 1   | Entgleisung                  | 出軌          | 4. Jan. 2023                  | 4. Jan. 2023                                   | Aozaru Shiao   | Liu Cun-han    |
| 2   | Entgleisung                  | 出軌          | 4. Jan. 2023                  | 4. Jan. 2023                                   | Aozaru Shiao   | Liu Cun-han    |
| 3   | Entgleisung                  | 出軌          | 4. Jan. 2023                  | 4. Jan. 2023                                   | Aozaru Shiao   | Liu Cun-han    |
| 4   | Eine Frage von Leben und Tod | 生死困局      | 11. Jan. 2023                 | 11. Jan. 2023                                  | Hung Tzu-hsuan | Shih Hong-ru   |
| 5   | Eine Frage von Leben und Tod | 生死困局      | 11. Jan. 2023                 | 11. Jan. 2023                                  | Hung Tzu-hsuan | Shih Hong-ru   |
| 6   | Eine Frage von Leben und Tod | 生死困局      | 11. Jan. 2023                 | 11. Jan. 2023                                  | Hung Tzu-hsuan | Shih Hong-ru   |
| 7   | Die Schwere der Sünde        | 恶有引力      | 18. Jan. 2023                 | 18. Jan. 2023                                  | Yang Chung-fan | Lin Yu-chen    |
| 8   | Die Schwere der Sünde        | 恶有引力      | 18. Jan. 2023                 | 18. Jan. 2023                                  | Yang Chung-fan | Lin Yu-chen    |
| 9   | Die Schwere der Sünde        | 恶有引力      | 18. Jan. 2023                 | 18. Jan. 2023                                  | Yang Chung-fan | Lin Yu-chen    |
| 10  | Dunkle Strömungen            | 黑潮之下      | 25. Jan. 2023                 | 25. Jan. 2023                                  | Hsu Jui-liang  | Liang Shu-ting |
| 11  | Dunkle Strömungen            | 黑潮之下      | 25. Jan. 2023                 | 25. Jan. 2023                                  | Hsu Jui-liang  | Liang Shu-ting |
| 12  | Dunkle Strömungen            | 黑潮之下      | 25. Jan. 2023                 | 25. Jan. 2023                                  | Hsu Jui-liang  | Liang Shu-ting |